# Tillandsia taxcoensis
Tillandsia taxcoensis là một loài thuộc chi Tillandsia. Đây là loài đặc hữu của México.